# TSV Bayer 04 Leverkusen (handball)
Pour les articles homonymes, voir Leverkusen (homonymie).
Maillots
La section de handball du TSV Bayer 04 Leverkusen est un club allemand basé à Leverkusen.
Le club est particulièrement connu pour sa section féminine.

## Section féminine

### Palmarès
compétitions internationales
- vainqueur de la coupe challenge en 2005
- finaliste de la Coupe des clubs champions en 1984
- finaliste de la coupe de l'IHF en 1991
- demi-finaliste de la coupe d'Europe des vainqueurs de coupe en 1992 et 2009

compétitions nationales
- champion d'Allemagne (12) en 1965, 1966, 1973, 1974, 1979, 1980, 1982, 1983, 1984, 1985, 1986, 1987
- vainqueur de la coupe d'Allemagne (9) en 1980, 1982, 1983, 1984, 1985, 1987, 1991, 2002, 2010

### Joueuses emblématiques
- Katrin Engel (2009-2010)
- Sabine Englert (2003-2007)
- Nadine Krause (2001–2007 et 2011-2012)
- Anna Loerper (2003-2011)
- Anne Müller (1999-2010)
- Sabrina Richter (2004–2008)
- Laura Steinbach (2007-2013)
- Clara Woltering (2000-2011)

## Section masculine

### Palmarès
compétitions nationales
- champion d'Allemagne à onze (1) en 1956

### Joueurs emblématiques
- Jörn-Uwe Lommel (avant 1982)